# 茅丽瑛
茅丽瑛（1910年8月—1939年12月15日），浙江杭州人，中国共产党党员，中国职业妇女俱乐部主席、党支部委员。

## 生平
茅丽瑛出身于破落官宦家庭，6岁时父亲因欠债过多投河自尽，随母赴沪，投奔时任启秀女中（今上海市启秀实验中学）教务主任的亲戚陈招悦。母女寄居在女中，母亲当勤杂工，茅丽瑛则在八岁后于此半工半读。初中阶段，茅丽瑛学习成绩优异，还担任该校幼稚园音乐课小先生。尤其以英语成绩出众，高中阶段时已经能操一口流利英语，并被学校破例允许担任小学部英语课（一说音乐课）教师，为上大学积攒学费而勤工俭学。
民国19年（1930年）秋，茅丽瑛考取东吴大学法律系，在勉强读完一学期后因高昂的学费而辍学。民国20年（1931年）3月，她以英文速记和口语成绩第一的成绩考进江海关（今上海海关），成为秘书课的一位英文打字员。九一八事变后，茅丽瑛每月领到薪水时，总要捐款支援东北抗日义勇军，并踊跃参加抗日活动。
民国25年（1936年）秋，江海关中共地下支部成立，在华籍职工中开展抗日救亡工作，成立了读书会“乐文社”，茅丽瑛是乐文社活动的积极分子。淞沪会战爆发，她参加上海海关华员战时服务团，并被推选为慰劳组负责人，白天上班，晚上为为服务团工作，运送慰问品到前线。日军完成对占领上海之前，她又从海关辞职，参加江海关同人救亡长征团，南下广州、江门、九龙等地宣传抗日。一个月后，因其母亲病重，她回到上海。回沪前，她拜访了夏衍，夏衍鼓励她回上海从事抗日救亡，说那里同样也有很多工作可做，并让她回沪后找伶。回沪后，地下党组织决定她留沪工作。她回绝复职的建议，受聘于启秀女校任英语教师，半日执教，暗中继续参加抗日活动。
民国27年（1938年）5月，中共江海关支部书记胡实声受上级党组织委托，到启秀女校发展茅丽瑛加入中国共产党。民国27年5月5日，中国职业妇女会改组为中国职业妇女俱乐部，茅丽瑛当选为主席，并出任党支部委员。茅丽瑛自称：“我是主席，也是大众的牛呵！”在茅丽瑛领导下，中国职业妇女俱乐部开展了一系列活动，如读书会、时事讨论会、文学习作会、话剧团、歌咏团、粤曲团等，开展抗日宣传。
民国28年（1939年）春，上级党组织指示茅丽瑛以中国职业妇女俱乐部名义，利用上海特殊的政治环境，为新四军募集棉衣钱款，发动劝募寒衣联合大公演，同时为难民筹集救济费用。茅丽瑛决定发动会员向社会募捐物品来义卖。在大规模宣传之下，数天内募到款项2000余元。这期间，她的母亲病危住院，茅丽瑛只得托人护理，直到母亲去世，她还在为募捐奔走。
职妇的义卖会原定7月14日在宁波同乡会开幕，临期之前同乡会突然通知，称请职妇请另觅地方，他们有难处；而联系其他地方也被拒绝，最后茅丽瑛决定就在慈安里大楼举行义卖。义卖之前，有人送来带有子弹的恐吓信件，其亦在电台中公开揭露自己与义卖同生共死的决心。有人于职妇义卖期间前来砸场，被会员扭送巡捕房，茅丽瑛亲自前往进行作证，砸场之人承认自己是受“76号”之命前来砸场。义卖活动成功地为新四军募集了10万套棉衣。
同年11月17日，汪精卫当局控制的报纸《新申报》在报纸上登载文章《上海共党企图再举在文化界积极活跃，日方已加严密监视中》，称：“……实际以第二史良之中国共产党激烈分子茅丽瑛为中心，……担任重大任务，此事既以判明，深遭重视。”地下党觉察茅丽瑛的工作遭到日方注意，要求她立即隐蔽，待机转移。同年12月12日晚7时半，茅丽瑛在“职妇”开完会走出南京路慈安里福利公司门口时，被“76号”特务连击3枪，身受重伤，送仁济医院抢救，因汪精卫当局向院方施加压力，茅丽瑛未能得到必要的手术和护理，于15日下午2时10分逝世，年仅29岁。

## 纪念
茅丽瑛死后，中共在上海的地下党组织以“茅宅”之名义在报纸登出讣告。上海各界群众团体联合组成治丧委员会，于民国28年（1939年）12月17日在万国殡仪馆为茅举行公祭。中共江苏省委职委和八路军、新四军驻沪办事处等单位派代表参加，何香凝派专人从香港来上海致祭，逾千人前来送别。《申报》报导称：“其情绪之哀伤，为鲁迅先生逝世后所未有。”
1949年12月12日，上海市各界举行纪念茅丽瑛烈士殉难十周年追悼会，中共上海市委赠送挽联，陈毅市长题词：“为人民利益而牺牲是最光荣的，人民永远纪念她！”后来，杨浦区成立了茅丽瑛托儿所以纪念。
1962年，伶完成了反映上海抗日斗争的舞台剧本《七月流火》，主人公以茅丽瑛为原型。曾有十余个省市话剧院、团同时排演，电影厂也欲改编其为电影。但在文化大革命中，该剧被人诬蔑为“大毒草”，于伶也被关押长达十年。1979年，剧本得到平反，林谷将其改编成电影文学剧本并公开发表。后来，上海电影制片厂于1981年制作了这部电影。
茅丽瑛死后，墓原在虹桥公墓。1966年迁至上海市烈士陵园，1994年冬再因上海市烈士陵园搬迁而迁至龙华烈士陵园。

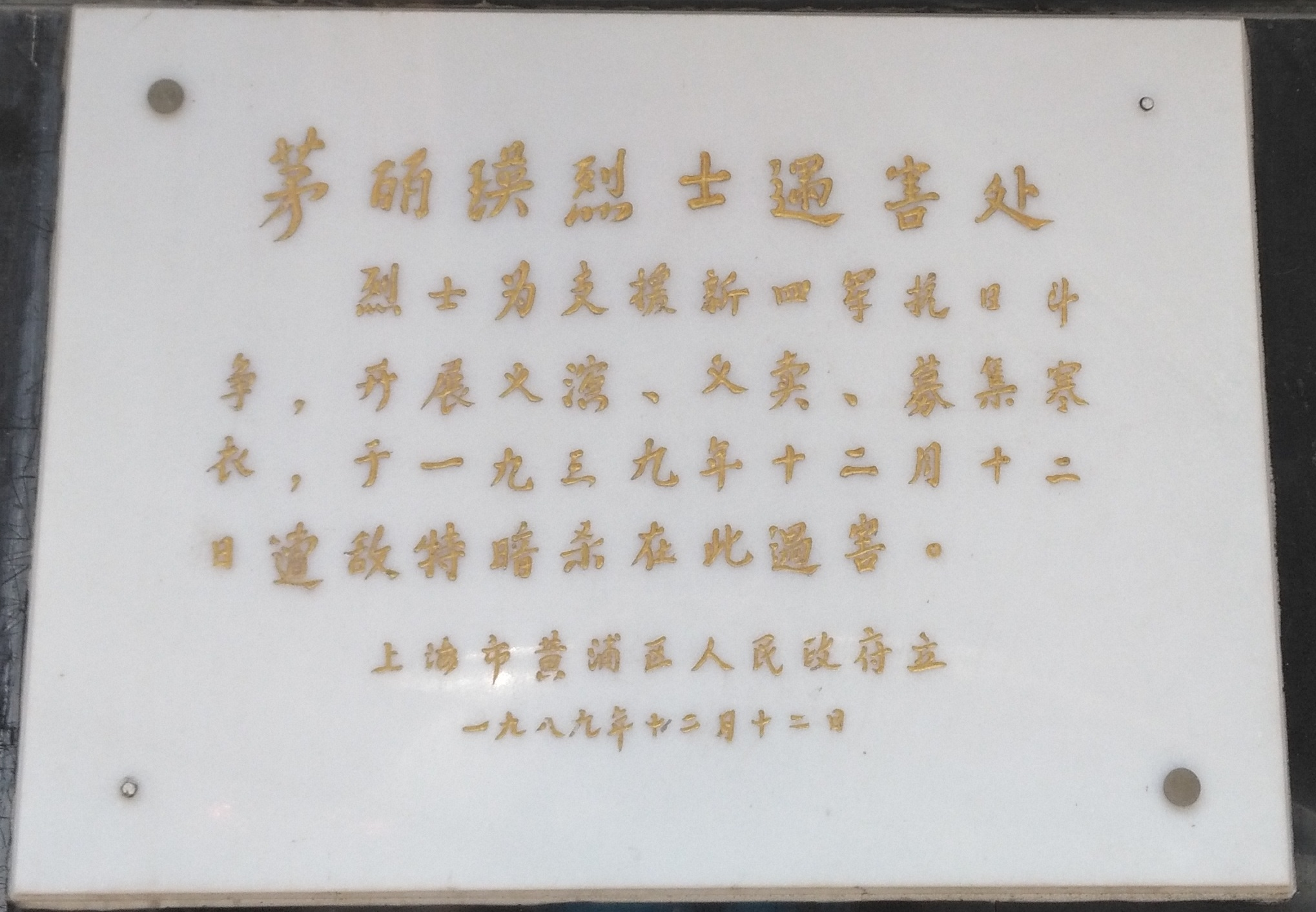
茅丽瑛烈士遇害处纪念碑

在茅丽瑛遇刺50周年之际，1989年12月12日，黄浦区人民政府在南京东路慈安里设置了遇害处纪念碑，同日即公布为黄浦区革命文物纪念地点。
1990年12月12日，原上海市卢湾区人民政府、中华人民共和国上海海关、上海市第十二中学（今上海市启秀实验中学）共同在思南路37号校园内设置了一尊茅丽瑛塑像，以示纪念。

## 评价
于伶在茅丽瑛死后，曾悲愤地写下了挽联：“继惺公成仁万氓痛哭孤岛孤女不孤，与湖同仇无限哀愁秋风秋雨千秋。”陈毅则在茅丽瑛烈士殉难十周年悼念大会上题词：“为人民利益而牺牲是最光荣的，人民永远纪念她。”上海市龙华烈士纪念馆的毛和利认为其是“为上海抗日救亡斗争献身的第一位女性”。